# 佐倉市立中央公民館
佐倉市立中央公民館（さくらしりつちゅうおうこうみんかん）は千葉県佐倉市にある公民館。全国的にも珍しいとされる4年制の市民カレッジを開催しており、文科省による2016年（平成28年）の第68回優良公民館表彰にて優秀館に選定されている。

## 歴史
開館からの歴史は以下のようになっている。
- 1947年　佐倉町公民館として佐倉町立実践女学校（現在、佐倉市立佐倉幼稚園）の校舎を転用して開館。佐倉町並木町934番地。
- 1949年　佐倉町公民館を佐倉市鏑木町字諏訪尾余346番地へ移す。（佐倉厚生園所有の元東福寺客殿を佐倉町公民館として使用するよう寄付された。建物、木造平屋　314㎡）
- 1954年　佐倉市発足と共に佐倉町公民館を佐倉市公民館と改称。
- 1965年　佐倉市公民館を佐倉市中央公民館に改称。
- 1971年　旧佐倉市役所庁舎（新町210番地）を転用して佐倉市公民館とする。
- 1975年　旧佐倉東高校跡地に中央公民館新築工事始まる。
- 1976年　中央公民館落成。佐倉中央公民館を「佐倉市立中央公民館」と改称する。
- 1991年　市民カレッジ開講のための増改築工事が着工。
- 1992年　3月増改築工事完了。4月市民カレッジ開設

## 主な活動
1994年、佐倉市立中央公民館が主催し、2002年までの8年間で43施設を訪れ、地域と博物館のかかわりを理解し、文化を通してまちづくりを考えることを学習目標に｢博物館セミナー｣を開催した。
1995年、「私の戦後50年」をテーマに60歳以上の市民を対象に募集し79人が投稿した、それぞれの戦後が熱い思いでつづられた文集｢あゆみ｣(21号)を発刊した。

## 市民カレッジ
1978年5月、「佐倉市高齢者短期大学校」として開校。2年間の短期大学卒業後、学ぶ意欲がある卒業生のためにさらに2年間学ぶための「生きがい学園」が1984年に開校。その後40歳以上の市内在住者を対象とする4年制高齢者大学校として、1992年5月にに「市民カレッジ」となる。2024年現在、1,2年時は「であい課程」と名付けられた基礎課程を行い、3,4年時は福祉・歴史・情報・元気の4コース内から選ぶ選考過程となる。市民活動団体を組織し、市内でのボランティア活動を実践する卒業生も多い。

## 建物

### 公民館棟
- １F-大ホール（400㎡、ステージ107㎡。定員400名）
- ２F-研修室1（39㎡、定員24人）、研修室2（108㎡、定員60人）、研修室3（75㎡、定員40人）プレイルーム（15畳、定員15人）。
- ３F-調理室（74㎡、定員30人）、和室（30畳、定員40人）、会議室（37㎡、定員24人）アトリエ（70㎡、定員36人）、工芸室（39㎡、定員12人）。

### カレッジ棟
- ２F-学習室1（81㎡、定員52人）、学習室2（81㎡、定員52人）
- ３F-学習室3（165㎡、定員108人）[9]。

## 用途
各棟の用途は，以下のとおりである。

### 公民館棟
- 1F-大ホール　　　　講演・ダンス等
- 2F-研修室（３室）　会議・コーラス・カラオケ等
- 2F-プレイルーム　　幼児遊戯等
- 3F-調理室　　　　　料理
- 3F-和室　　　　　　華道・茶道・幼児遊戯等
- 3F-会議室　　　　　会議等
- 3F-アトリエ　　　　絵画・会議等
- 3F-工芸館　　　　　絵画・陶芸等

### カレッジ棟
- 2F-学習室(2室）　　会議・講演等
- 3F-学習室３　　　　会議・講演等

## アクセス
- 京成佐倉駅南口下車、徒歩20分  　　路線バス「岩淵薬品本社前」下車、徒歩10分
- JR佐倉駅北口下車、徒歩20分  　　路線バス「岩淵薬品本社前」下車、徒歩10分[11]。